# Автошлях Т 2306
| Маршрут: Т 2306             | Маршрут: Т 2306               |
| --------------------------- | ----------------------------- |
| Шепетівський район          |                               |
| Шепетівка                   | Н25 Т 2309                    |
| Городище                    | 5,2 км                        |
| Серединці                   | 11,5 км                       |
| Коса Рішнівка               | 14,5 км                       |
| Білопіль                    | 15,2 км                       |
| Саверці                     | 19,2 км                       |
| Лотівка                     | 23,0 км                       |
| Гриців                      | 28,0 км Н02                   |
| Онишківці                   | 30,5 км                       |
| Курганівка                  | 32,3 км                       |
| Велика Шкарівка             | 33,5 км                       |
| Старокостянтинівський район |                               |
| Костянець                   | 39,1 км                       |
| Жабче                       | 43,1 км                       |
| Демківці                    | 45,0 км                       |
| Радківці                    | 46,5 км                       |
| Хутори                      | 49,1 км                       |
| Старокостянтинів            | 47,7 км Н03 Н25 Т 2324 Т 0612 |

Автошля́х Т-23-06 — територіальний автомобільний шлях в Україні, Шепетівка - Гриців - Старокостянтинів. Проходить територією Шепетівського і Старокостянтинівського районів Хмельницької області.
Починається в місті Шепетівка, проходить через села Городище, Серединці, Коса Рішнівка, Білопіль, Саверці, Лотівка, смт Гриців, села Онишківці, Курганівка, Велика Шкарівка, Шепетівського району, Костянець, Жабче, Демківці, Радківці, Хутори Старокостянтинівського району та закінчується в місті Старокостянтинів.
Основна (проїжджа) частина дороги має ширину 5 м, загальна ширина 8-10 м. Покриття - камінь до села Саверці та асфальт до міста Старокостянтинів.
Загальна довжина - 47,7 км.